# Shizuichi Tanaka
Shizuichi Tanaka (田中 静壱, Tanaka Shizuichi), 1er octobre 1887 – 24 août 1945, est un général de l'armée impériale japonaise, qui, à la fin de la Seconde Guerre mondiale, est commandant de l'armée du district de l'Est, qui couvre la zone Tokyo-Yokohama.

## Biographie
Né dans la préfecture de Hyōgo, Tanaka est diplômé de la 19e promotion de l'Académie de l'armée impériale japonaise et de la 28e promotion de l'école militaire impériale du Japon. Il obtient ensuite un diplôme de littérature anglaise à l'université d'Oxford où il étudie les œuvres de William Shakespeare. Il est à la tête des troupes japonaises lors du défilé de la victoire à Londres à la fin de la Première Guerre mondiale.

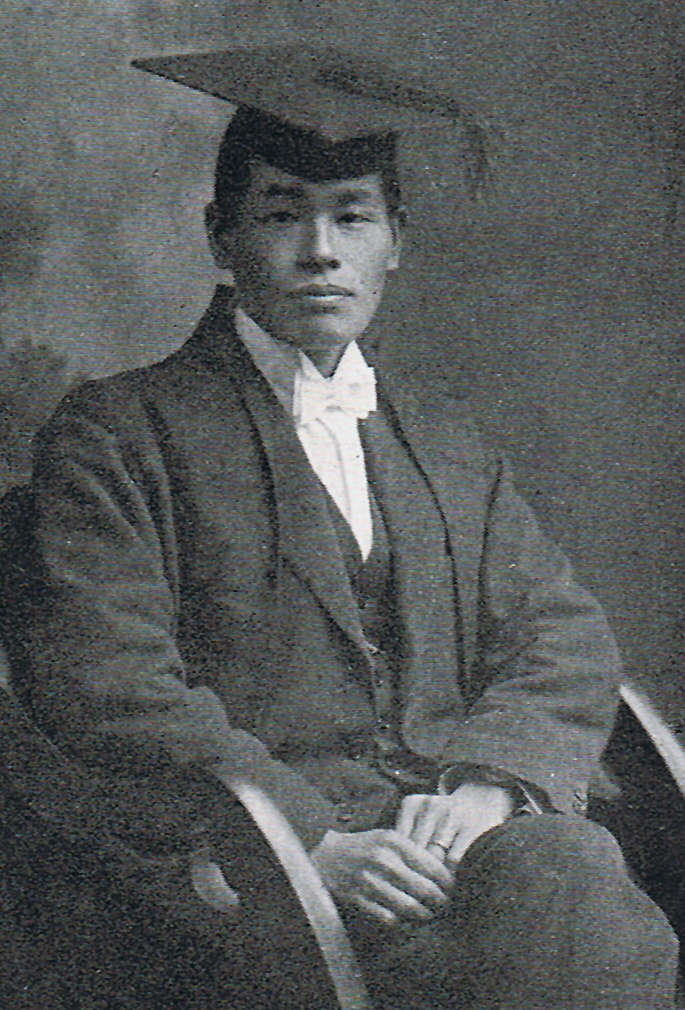
Le capitaine Shizuichi Tanaka, étudiant à l'université d'Oxford, 1920

De 1930 à 1932, il est commandant du 2e régiment d'infanterie de l'AIJ. Tanaka est ensuite affecté comme attaché militaire à Washington, où il rencontre Douglas MacArthur alors que celui-ci est chef d'état-major de l'United States Army. En conséquence de ses longs services aux États-Unis et en Grande-Bretagne ainsi que de ses sentiments ouvertement pro-occidentaux il est défavorisé dans l'ordre des promotions tandis que le Japon se militarise. De 1934 à 1935, Tanaka est chef d'état-major de la 4e division.
Au début de la seconde guerre sino-japonaise, Tanaka est affecté à la 5e brigade d'infanterie de l'AIJ et participe à la bataille de Wuhan en 1938. Il est rappelé au Japon peu après et nommé chef du kempeitai dans la région de Kantō. Il retourne en Chine avec le rang de commandant de la 13e division de 1939 à 1940.
Au début de la guerre du Pacifique, Tanaka est commandant en chef de l'armée du district de l'Est et plus tard affecté à des positions administratives au sein de l'état major. Il s'oppose explicitement à l'attaque sur Pearl Harbor.
Tanaka est envoyé aux Philippines en 1942 en tant que commandant de la 14e armée puis gouverneur militaire des Philippines de 1942 à 1943. Il est promu au rang de général en 1943, mais forcé de retourner au Japon au début de 1944 pour se remettre d'une attaque de paludisme. Tanaka est nommé au Conseil de guerre suprême de 1944 à 1945 et sert également le commandant de l'école de guerre de l'armée. Le 19 mars 1945, il est affecté à la tête de l'armée du district de l'Est.
Le 15 août 1945, une rébellion contre le gouvernement est prévue par le major Kenji Hatanaka et d'autres. Hatanaka vise à s'emparer du palais impérial et à empêcher la radiodiffusion du discours de reddition du Japon de l'empereur Hirohito. Lorsque Tanaka est invité à rejoindre la rébellion, il refuse et, plus tard mobilise l'armée du district de l'Est contre le « coup d'État ». Après avoir fait un certain nombre d'appels téléphoniques et commandé des troupes pour soulager le palais, il s'y rend lui-même et réprimande Hatanaka et les autres conspirateurs.
Bien qu'appelé le « héros de l'incident du 15 août » et presque unique responsable de l'échec de la tentative de coup d'État, Tanaka se sent responsable des dommages causés à Tokyo (sa juridiction) par les bombardements alliés. Depuis son affectation le 19 mars, il a tenté de démissionner à trois reprises après avoir échoué à empêcher les dommages au Meiji-jingū, au palais impérial et à d'autres sites importants, mais ses démissions ont été refusées. Après les derniers combats, Tanaka dit à ses subordonnés de détruire les couleurs de l'unité mais de ne pas se suicider ; brûler les bannières du régiment doit suffire. Tanaka a l'intention de se suicider au nom de tous ses hommes.
Le 24 août, dans son bureau du bâtiment Dai Ichi à Tokyo, il se tire une balle dans le cœur ; il laisse son bureau couvert de sutras, de lettres à ses officiers et à sa famille, d'une statue de l'empereur Meiji et d'une banderole portant les mots que l'empereur Hirohito lui a adressés à la suite de l'incident du 15 août.